# Místní poplatek
Místní poplatek je poplatek, jehož vybírání je specifickou pravomocí obce a jehož výnosy jsou příjmem obce. Některé poplatky mají především povahu paušálních úhrad za související služby poskytované obcí, jiné mají povahu místního zdanění (podílu obce na ziscích dosažených na jejím území) nebo převážně regulační funkci.

## Místní poplatky v České republice

### Právní úprava
V Československu platil až do roku 1990 zákon č. 82/1952 Sb., o místních poplatcích, který doplňovala vyhláška vyhláška ministerstva financí č. 67/1966 Sb., o místních poplatcích. Některé místní poplatky byly stanoveny vyhláškami republikových ministerstev, například Vyhláškou ministerstva financí, cen a mezd České socialistické republiky č. 216/1988 Sb., o místním poplatku ze psů a o lázeňském poplatku, nebo vyhláškou téhož ministerstva č. 7/1989 Sb., o některých místních poplatcích vybíraných v Krkonošském národním parku.
Podle Listiny základních práv a svobod, účinné v Československu od 8. února 1992 a převzaté nástupnickými státy, lze daně a poplatky ukládat jen na základě zákona.
V České republice vybírání místních poplatků upravuje s účinností od 1. ledna 1991 zákon České národní rady č. 565/1990 Sb., o místních poplatcích, ve znění pozdějších novel (184/1991 Sb., 338/1992 Sb., 48/1994 Sb., 305/1997 Sb., 149/1998 Sb., 185/2001 Sb., 274/2001 Sb., 320/2002 Sb., 229/2003 Sb., 270/2007 Sb., 348/2009 Sb., 183/2010 Sb.). Nestanoví-li tento zákon jinak, vztahuje se na místní poplatky i zákon č. 337/1992 Sb., o správě daní a poplatků, ve znění pozdějších předpisů.
Zákon stanoví v § 1 tyto druhy místních poplatků:
- poplatek ze psů, platí držitel psa obci příslušné podle místa trvalého pobytu nebo sídla, maximální roční výše za psa je 1500 Kč, za druhého či dalšího psa téhož majitele až o polovinu více.
- poplatek z pobytu je povinen vybrat od poplatníka poskytovatel úplatného pobytu. Předmětem poplatku je úplatný pobyt trvající nejvýše 60 po sobě jdoucích kalendářních dnů u jednotlivého poskytovatele pobytu. Sazba činí nejvýše 21 Kč za den pobytu. Tento poplatek nahradil k 1. 1. 2020 poplatek za lázeňský nebo rekreační pobyt a poplatek z ubytovací kapacity.
- poplatek ze vstupného lze vybírat ze vstupného na kulturní, sportovní, prodejní nebo reklamní akce, platí jej pořadatel a může činit až 20 % z celkově vybrané částky
- poplatek za užívání veřejného prostranství lze vybírat za zvláštní užívání veřejného prostranství, jímž může být provádění stavebních prací, dočasné umístění staveb, zařízení nebo materiálu, zřízení vyhrazeného parkoviště, užití pozemku pro některé typy akcí apod. Platí jej užívající osoby, maximální sazba je 10 Kč za každý i započatý m² a den, za vybrané způsoby užívání až 100 Kč za každý i započatý m² a den
- poplatek za povolení k vjezdu s motorovým vozidlem do vybraných míst a částí měst, do kterých je jinak vjezd zakázán příslušnou dopravní značkou; maximální výše je 20 Kč za den
- poplatek za provozovaný výherní hrací přístroj nebo jiné technické herní zařízení povolené Ministerstvem financí platil provozovatel, činil od 1000 Kč do 5000 Kč za 3 měsíce za každý přístroj. Zákonem č. 300/2011 Sb., kterým se mění zákon č. 202/1990 Sb., o loteriích a jiných podobných hrách, došlo kromě změn práva obcí regulovat či zakázat některé tyto aktivity k úpravě zpoplatnění výherních hracích přístrojů a jiných zařízení, podle níž od 1. 1. 2012 již obce nejsou oprávněny zpoplatnit provoz žádných výherních hracích přístrojů.
- poplatek za provoz systému shromažďování, sběru, přepravy, třídění, využívání a odstraňování komunálních odpadů platí fyzická osoba, která má v obci trvalý pobyt; za obyvatele je může společně odvádět zástupce domácnosti nebo vlastník či správce domu; dále jej platí fyzická osoba za stavbu určenou nebo sloužící k individuální rekreaci, v níž není hlášena k trvalému pobytu žádná osoba. Poplatek tvoří paušální částka až 250 Kč za osobu a rok a (k tomu) částka až 250 Kč za osobu a rok na základě skutečných nákladů obce. Za neobydlený rekreační objekt se platí částka jako za jednu trvale bydlící osobu. Netotožnou alternativou je poplatek za komunální odpad ukládaný podle § 17a zákona č. 185/2001 Sb., o odpadech, při jehož vybírání obec nemůže vybírat místní poplatek za provoz systému.
- poplatek za zhodnocení stavebního pozemku možností jeho připojení na stavbu vodovodu nebo kanalizace platí jednorázově vlastník stavebního pozemku zhodnoceného připojením na obecní vodovod či kanalizaci. Výše poplatku nesmí přesáhnout cenové zhodnocení vypočtené podle zákona o oceňování majetku a jeho prováděcí vyhlášky.

Původní znění zákona č. 565/1990 Sb. uváděl samostatně kromě poplatku za užívání veřejného prostranství ještě poplatek z reklamních zařízení, dále dislokační poplatek (za umístění kanceláří, provozoven, skladů nebo jiných zařízení sloužících k podnikatelské nebo výdělečné činnosti, vyjímaje spoje a železniční dopravu) a poplatek z prodeje alkoholických nápojů a tabákových výrobků. Poplatky za hrací automaty, za odpadový systém a za zhodnocení pozemku byly do zákona přidány pozdějšími novelami.
Sazbu poplatků, podrobnosti jejich vybírání a splatnost, související ohlašovací povinnosti a úlevy či osvobození, případně vymezení míst podléhajících poplatku stanoví obec v samostatné působnosti obecně závaznou vyhláškou. Zákon vymezuje některé případy a osoby, které jsou z placení poplatku vyloučeny, a v některých případech umožňuje obci stanovit vyhláškou nebo dohodou paušální poplatek. Obec může na žádost poplatníka z důvodu odstranění tvrdosti poplatek nebo jeho příslušenství zcela nebo částečně prominout – je však nejasné, zda toto prominutí je úkonem obce v samostatné působnosti, nebo již součástí správy poplatku v přenesené působnosti.
Řízení o poplatcích vede obecní úřad v přenesené působnosti (v původní verzi zákona patřilo do samostatné působnosti obcí). Není-li poplatek odveden v plné výši a včas, obec jej vyměří platebním výměrem, v němž může nezaplacenou část zvýšit až na trojnásobek. Penále, úrok z posečkání ani úrok z prodlení se neuplatňují. Dlužné částky lze vyměřit nebo doměřit do 3 let od konce kalendářního roku, ve kterém poplatková povinnost vznikla nebo ve kterém byl poplatník naposledy uvědoměn o kroku provedeném k vyměření nebo doměření poplatku, nejpozději však do 10 let od konce kalendářního roku, v němž poplatková povinnost vznikla.
Právníci zmiňují možnost diskuse o nahrazení místních poplatků jakožto specifické formy místních daní skutečnými místními daněmi. Účel jednotlivých místních poplatků či daní je rozdílný: od zpoplatnění činností způsobujících nároky na veřejné služby anebo využívající obecní investici (tedy v podstatě úhrada nákladů za veřejné služby) až po regulační účinek (hrací automaty, zpoplatnění vjezdu).

### Praxe obcí
Podle průzkumu z roku 2007, do nějž byly zahrnuty malé obce (do 1000 obyvatel), téměř všechny dotazované obce (99 %) vybírají poplatek ze psů, 92 % obcí za provozování systému komunálního odpadu, 69 % obcí poplatek za užívání veřejného prostranství. Ostatní druhy místních poplatků jsou více závislé na konkrétních podmínkách obce.
Podle analýzy vykazovaných příjmů z místních poplatků obcí Jihomoravského kraje v letech 2001–2005 na základě údajů z informačního systému Ministerstva financí ČR ARIS se podíl obcí vybírající poplatek ze psů pohybuje mezi 98 až 99 %, poplatek za užívání veřejného prostranství vybíralo 73 až 75 % obcí, 36 až 38 % obcí vybíralo poplatky za výherní hrací přístroj, 23 až 29 % obcí poplatek ze vstupného, 16 až 20 % obcí poplatek z ubytovací kapacity, 6 až 8 % obcí poplatek za lázeňský nebo rekreační pobyt, 3,7 až 5,1 % obcí poplatek za povolení vjezdu do vybraných míst. Nový jednorázový poplatek za zhodnoceni stavebního pozemku napojením na vodovod a kanalizaci vybralo počínaje rokem 2003 0,2 až 0,6 % obcí ročně. Poplatek za likvidaci komunálního odpadu v roce 2001 vybíralo 22,4 % obcí, v roce 2002 již 84 % obcí a v letech 2003–2005 to bylo již 91 až 97 % obcí.
Platby se většinou vybírají hotově, jen u 41 % obcí byla při průzkumu zjištěna možnost platit převodem na účet.
Dle průzkumu tři čtvrtiny obcí získají více než 80 % nedoplatků. 75 % obcí využívá písemné upomínky, 50 % obcí ústní upomínky a pětina obcí i exekuce, zejména srážky ze mzdy, vyskytují se i možnosti odpracování dluhu prací pro obec nebo právně kontroverzní zadržení sociálních dávek správou sociálního zabezpečení.
Podle analýzy vykazovaných příjmů z místních poplatků obcí Jihomoravského kraje v letech 2002–2005 na základě údajů z informačního systému Ministerstva financí ČR ARIS tvořily místní poplatky 5,1 až 5,7 % všech daňových příjmů. Největší podíl z místních poplatků tvořily poplatky za likvidací komunálního poplatku (62–66 %), poplatky za výherní automaty (14–16 %), za užívání veřejného prostranství (10–13 %), následují poplatky ze psů (3–4 %), ze vstupného (2,1–2,8 %), za povolení vjezdu (1,1–3,1 %), za lázeňský nebo rekreační pobyt (stabilně 0,9 %), za ubytovací kapacity (0,6 až 0,9 %), výnos z poplatků za zhodnocení pozemků činil po zaokrouhlení 0,0 % z výnosů místních poplatků.